# Półwysep Arabski
Półwysep Arabski (arab. ‏جزيرة العرب‎ Dżazirat al-Arab, dosłownie „wyspa Arabów”) – półwysep w Azji Południowo-Zachodniej, położony między Morzem Czerwonym, Morzem Arabskim i Zatoką Perską. Zajmuje powierzchnię 2,78 mln km², jest tym samym największym półwyspem świata.
Stanowi środkową, zasadniczą część płyty arabskiej. Składa się z tarczy arabskiej i monokliny arabskiej. Od Afryki oddzielony jest ryftem Morza Czerwonego. Blisko 95% jego obszaru to piaszczyste i kamieniste pustynie i półpustynie – Ar-Rab al-Chali, Wielki Nefud i Mały Nefud. Brak stałych rzek, występują natomiast rzeki epizodyczne oraz rozgałęzienia rzek okresowych. Występują niezwykle bogate złoża ropy naftowej i gazu ziemnego. Poza przemysłem naftowym ludność zajmuje się także koczowniczą hodowlą, a w oazach uprawą palmy daktylowej, cytrusów, zbóż i kawy.
Na Półwyspie Arabskim leżą następujące państwa:
- Arabia Saudyjska
- Irak (częściowo)
- Jemen
- Jordania (częściowo)
- Katar
- Kuwejt
- Oman
- Zjednoczone Emiraty Arabskie

Największe miasta:
- Rijad
- Dżudda
- Dubaj
- Amman
- Sana
- Mekka
- Abu Zabi
- Medyna
- Aden
- Maskat